# Storioni Trio
Het Storioni Trio Amsterdam is opgericht in 1995 en bestaat uit pianist Bart van de Roer, violist Wouter Vossen en cellist Marc Vossen. Het pianotrio dankt zijn naam aan de Laorentius Storioniviool uit Cremona 1794, die wordt bespeeld door Wouter Vossen.
Het trio treedt ook op met andere musici, waaronder violist Gidon Kremer en klarinettist Emma Johnson
Daarnaast speelde het gezelschap met onder andere het Münchener Kammerorchester, het Noord Nederlands Orkest, het deFilharmonie, RTE Orchestra Dublin, Orchestre Royal de Wallonie, onder meer met de tripelconcerten van Ludwig van Beethoven en Kevin Volans. Storioni treedt regelmatig op in Kuhmo, Finland voor het internationaal muziekfestival dat er 's zomers plaatsvindt.
In 2000 won het trio de Philip Morris Kunstprijs in de categorie muziek.